# Saliceto
Saliceto (piemontesisch Sarscèj) ist eine Gemeinde in der italienischen Provinz Cuneo (CN), Region Piemont.

## Lage und Einwohner
Saliceto liegt etwa 70 km östlich von der Provinzhauptstadt Cuneo auf einer Höhe von 389 m über dem Meeresspiegel in der Weinregion Lange. Saliceto grenzt an die ligurische Provinz Savona und liegt in einer Flussschleife der Bormida di Millesimo, dem westlichen Quellfluss der Bormida. Das Gemeindegebiet umfasst eine Fläche von 24,33 km² und hat 1160 Einwohner (Stand 31. Dezember 2023).
Saliceto hat seit 1874 einen Bahnhof an der Bahnstrecke Turin–Fossano–Savona. 2009 wurde das Zweite Gleis abgebaut und der Bahnhof zu einer Haltestelle abgestuft. Es halten noch 15 Regionalzüge und ein Schnellzug.
Die Nachbargemeinden sind Cairo Montenotte SV, Camerana, Cengio SV, Gottasecca und Montezemolo.

## Geschichte

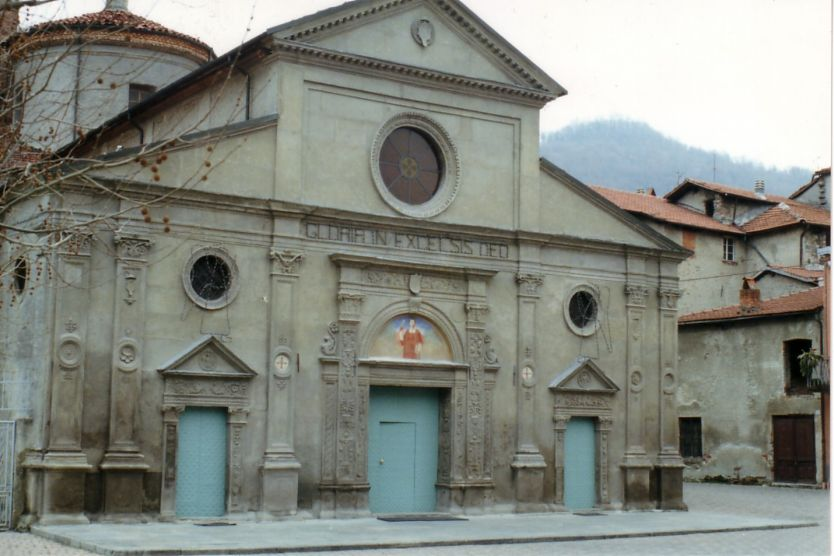
Fassade der Pfarrkirche San Lorenzo

Salicetos erste Erwähnung erscheint in der Spende an Aleramo an seine Nachkommen durch den Kaiser Otto I. des Heiliges Römisches Reich, 23. März 967. Sarazenenbanden überfielen und zerstörten zu Beginn des 10. Jahrhunderts das alte Dorf auf dem nahe gelegenen Margarita-Hügel. Daher wurde die Stadt an ihrem jetzigen Standort weiter flussabwärts wieder aufgebaut. Noch im frühen Mittelalter gehörte es den Bischöfen von Savona, denen das Lehen 988 und 1014 mit zwei kaiserlichen Diplomen bestätigt wurde.
Ab 1251 ging es in den Besitz des Marquis Del Carretto über. Der Marquis Del Carretto war für den Bau des imposanten Schlosses verantwortlich, beginnend im 13. Jahrhundert, mit weiteren Eingriffen in den folgenden Jahrhunderten bis zum 16. Jahrhundert.

## Sehenswürdigkeiten
- Das Schloss (Castello Marchesi del Carretto)
- Die Pfarrkirche San Lorenzo präsentiert ihre Fassade in suggestiven Renaissance-Linien. Es gibt drei Portale, von denen das mittlere besonders interessant ist wegen der reichen und feinen Verzierung in Flachreliefskulpturen, die vom Gründer der Kirche, Carlo Del Carretto, Kardinal von Finale Ligure, in Auftrag gegeben wurden.
- Die ehemalige Kirche Sant’Agostino.
- Die romanische Kirche San Martino, entlang der Straße, die Saliceto mit Monesiglio verbindet.